# Filippo Mellana
Filippo Mellana (Casale Monferrato, 7 marzo 1812 – Casale Monferrato, 29 novembre 1874) è stato un politico italiano.

## Biografia
Fu deputato del Regno di Sardegna per sette legislature, e a seguire fu deputato del Regno d'Italia per altre cinque legislature. Fu, inoltre, sindaco di Casale Monferrato dal 1856 al 1858.